# Clash of the Tartans
Clash of the Tartans is het tweede studioalbum van de Canadese punkband The Real McKenzies. Het album werd uitgegeven in 2000 via het platenlabel Sudden Death Records in Canada, Social Bomb Records in Duitsland en Golf Records in het Verenigd Koninkrijk. Social Bomb Records is het enige platenlabel dat het album naast cd ook als lp heeft uitgebracht.

## Nummers
1. "Stone of Kings" - 2:35
2. "Thistle Boy" - 2:29
3. "Mainland" - 3:56
4. "Kings o' Glasgow" - 3:24
5. "Will Ye Be Proud" - 2:38
6. "Ceilidh" - 2:28
7. "Wild Mountain Thyme" - 1:45
8. "Pagan Holiday" - 3:43
9. "Scots Wha' Ha'e" - 2:53
10. "Bastards" - 2:30
11. "MacPherson's Rant" - 2:56
12. "To the Battle" - 3:46
13. "Auld Lang Syne" - 2:11
14. "MacLeod" - 2:57

## Muzikanten
- Paul McKenzie - zang
- Kurt Robertson - gitaar
- Anthony Walker - zang (tracks 3 en 5), gitaar
- Glenn Kruger - drums
- Alan MacLeod - doedelzak, spoken word
- Mike MacDonald - doedelzak
- Shannon Saunders - achtergrondzang (track 3), accordeon